# Ecbàtana
Ecbàtana (grec antic: Ἐϰβάτανα; llatí: Ecbătăna) fou la capital de l'Imperi mede, capital d'estiu dels perses aquemènides, i seu de la satrapia de Mèdia durant el període aquemènida, part i sassànida. És a les muntanyes Zagros, i prop de les muntanyes Mosaalla, Tell Hagmatana i Sang-e-sar i del riu Alushjerd. Antigament es deia Hamgmatana (elamita: Agmadana, accadi: Agamatanu), que voldria dir 'lloc de reunió' (l'elamita 'terra de medes' seria Halmatana). Els grecs li deien Ekbatana o Agbatana i els romans Ecbatana. En la Bíblia, s'esmenta amb el nom arameu Ahameta. En armeni era Ahamatan o Hamatan i també Ekbatan.
Abdadana fou un territori que existia en el temps de l'Imperi neoassiri. Probablement, era un nom cassita amb població d'aquest origen. Correspon a la moderna Hamadan i clàssica Ecbàtana. S'esmenta per primer cop en una tauleta de bronze datada al segle IX o X aC (o, fins i tot, abans segons alguns erudits). A la inscripció de Salmanasar III (segona meitat del segle IX aC), s'assenyala que el territori estava situat al sud-est de Parsua i al nord-est de Bit-Hamban i que va rebre cavalls i altres tributs d'Abdadana. Adadnirari III (810-783 aC) declara en una estela que havia conquerit el territori que situa entre Allabria (un regne situat al sud de Manna, és a dir, bastant al sud del llac Urmia, just tocant Karallu) i Nairi (Armènia) en la seva campanya del 802 aC. A la segona part del segle següent, apareix ja esmentat com a Bit-Abdadani i el seu príncep s'esmenta amb el nom accadi de Mannu-kima-sabe el 744 aC, any en què Tiglat-pileser III va conquerir Kitpattia, una ciutat que pertanyia a Bit Abdabani. En la inscripció del mateix rei del 728 aC, el territori és esmentat com una província assíria junt amb Namar, Bit-Hamban, Parsu, Bit-Zatti i d'altres, però el 716 aC Sargon II l'esmenta en la seva vuitena campanya i diu que va pagar tribut igual que Namar, Sangibutu, i el país dels "poderosos medes".
Segons Heròdot, Ecbàtana fou capital dels medes des del voltant del 750 aC. Deioces fou elegit rei en aquesta ciutat. La ciutat fou capturada per Cirus II, que va derrotar Astiages vers el 549 aC i es va emportar els tresors a Anshan. La ciutat fou declarada capital d'estiu de la dinastia i tenia probablement l'arxiu reial. Plini diu que la ciutat era governada pels maghs (mags = 'sacerdots'). Darios I es va fer fort a Ecbàtana durant la revolta del pretendent mede Fravartes o Fraortes i, quan fou capturat, fou portat a la ciutat i va ser mutilat i executat (521 aC). Artaxerxes II va erigir una estàtua d'Anahita o Anauhed a la ciutat, però també a altres grans ciutats de l'imperi. El palau reial és descrit per Polibi.
Alexandre el Gran va entrar a Pèrsia el 331 aC i va visitar Ecbàtana dues vegades: la primera el 330 aC quan, des de Persèpolis, va marxar en persecució de Darios III cap Ecbàtana, on va capturar el tresor reial; el seu lloctinent Parmeni es va quedar a la ciutat per supervisar les comunicacions, però fou aviat assassinat per ordre d'Alexandre; el tresor va restar a la ciutat. La segona vegada fou el 334 aC i, en aquella ocasió, hi va morir el seu íntim amic Hefaestion. Les muralles de la ciutadella foren demolides (la ciutat no tenia muralles exteriors).
El 328 aC, Alexandre va substituir Oxydates, sàtrapa de Mèdia, per Atròpat, general i probablement governador també de Mèdia. El 320 aC, a la reunió de Triparadís, Ecbàtana i la Mèdia del sud fou donada al general Peithon. Un temps després, Peithon fou executat per Antígon i substituït per Orontobates, que era iranià (vers 316), però potser la seu de la satrapia s'havia traslladat a Asadabad, a l'oest de l'Halvand (Alvand).
El 305 aC, la ciutat fou dominada per Seleuc I Nicàtor, que la va conservar després del 301 aC. Antíoc IV Epiphanius (175 aC-164 aC) li va canviar el nom a Epifània. Vers aquesta època, en fou nomenat sàtrapa Timarc de Milet, que es va rebel·lar contra Demetri I (161 aC-150 aC) i va emetre moneda a la ciutat. També Demetri I de Bactriana i Alexandre Balas (150 aC-148 aC) hi van emetre moneda.
El 149 o 148 aC, n'era sàtrapa el grec Cleomenes. Després d'aquesta data, entre 147 i 140 aC, Mitridates I de Pàrtia va ocupar la regió i els arsàcides van mantenir Ecbàtana com a capital d'estiu. El 130 aC, la contraofensiva d'Antíoc VII es va parar a Ecbàtana. Des del 87 aC, la regió va quedar oberta a la influència d'Armènia, que va durar fins al 69 aC.
El 226, fou ocupada pels sassànides junt amb tota la Mèdia i l'Atropatene. Sembla que fou utilitzada com a capital d'estiu, però les evidencies en manquen.
El 642, fou ocupada pels musulmans i des de llavors es coneix com a Hamadan.